# Limnichus punctatus
Limnichus punctatus is een keversoort uit de familie van de dwergpilkevers (Limnichidae). De wetenschappelijke naam van de soort werd in 1880 gepubliceerd door Thomas Broun.